# Portoscuso
Portoscuso est une commune italienne d'environ 5 200 habitants située dans la province du Sud-Sardaigne, dans la région Sardaigne.

## Histoire
Bien que la présence humaine sur ce territoire remonte à l'époque préhistorique (Néolithique, âge du bronze), la ville actuelle est née au XVIIe siècle d'un hameau habité par des pêcheurs de thon et coraux (venant aussi de Marseille). Son nom provient du catalan Port Escos (port caché). Portoscuso est devenu une municipalité en 1853. Les sites plus remarquables sont la Tour espagnole (XVIe siècle), l'église de la Madonna d'Itria (XVIIe siècle) et l'arsenal, connu sous le nom de Su Pranu (XVIIe siècle).

## Administration
| Période                                  | Période  | Identité                 | Étiquette | Qualité |
| ---------------------------------------- | -------- | ------------------------ | --------- | ------- |
| 15 juin 2004                             | En cours | Ignazio Salvatore Atzori |           |         |
| Les données manquantes sont à compléter. |          |                          |           |         |

### Hameaux
Paringianu, Brunc' 'e Teula

### Communes limitrophes
Carbonia, Gonnesa, San Giovanni Suergiu.

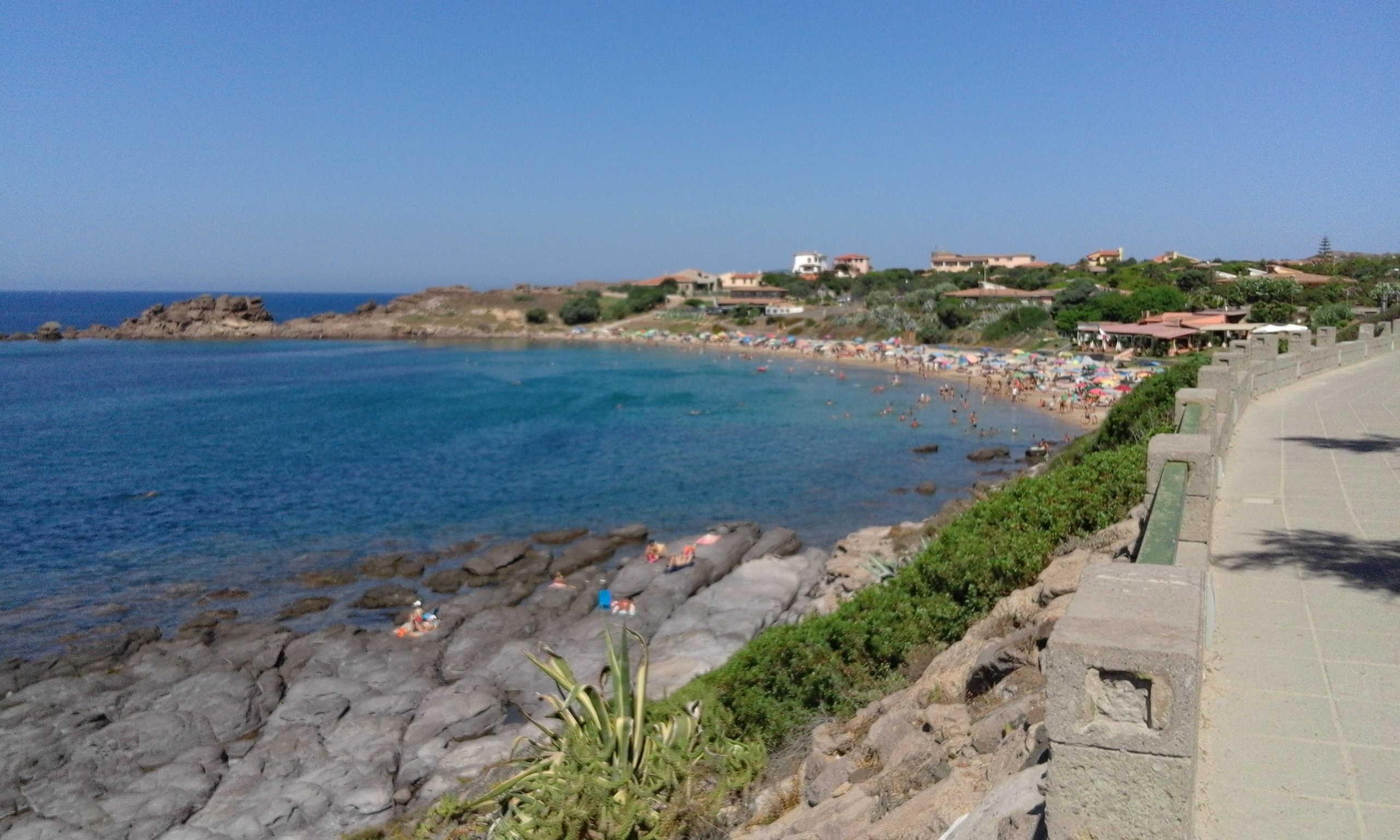
Portopaglietto.
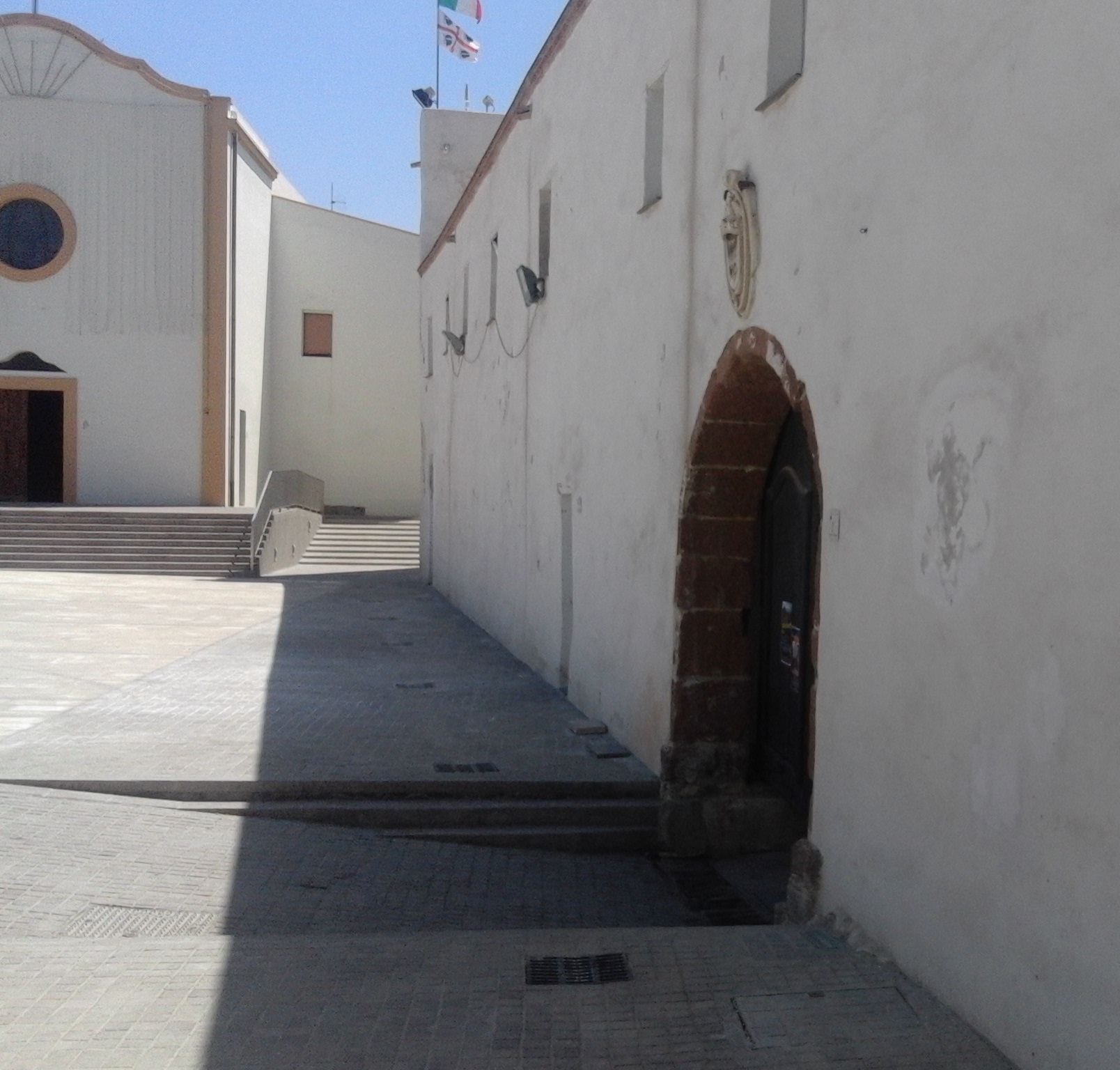
Su Pranu.
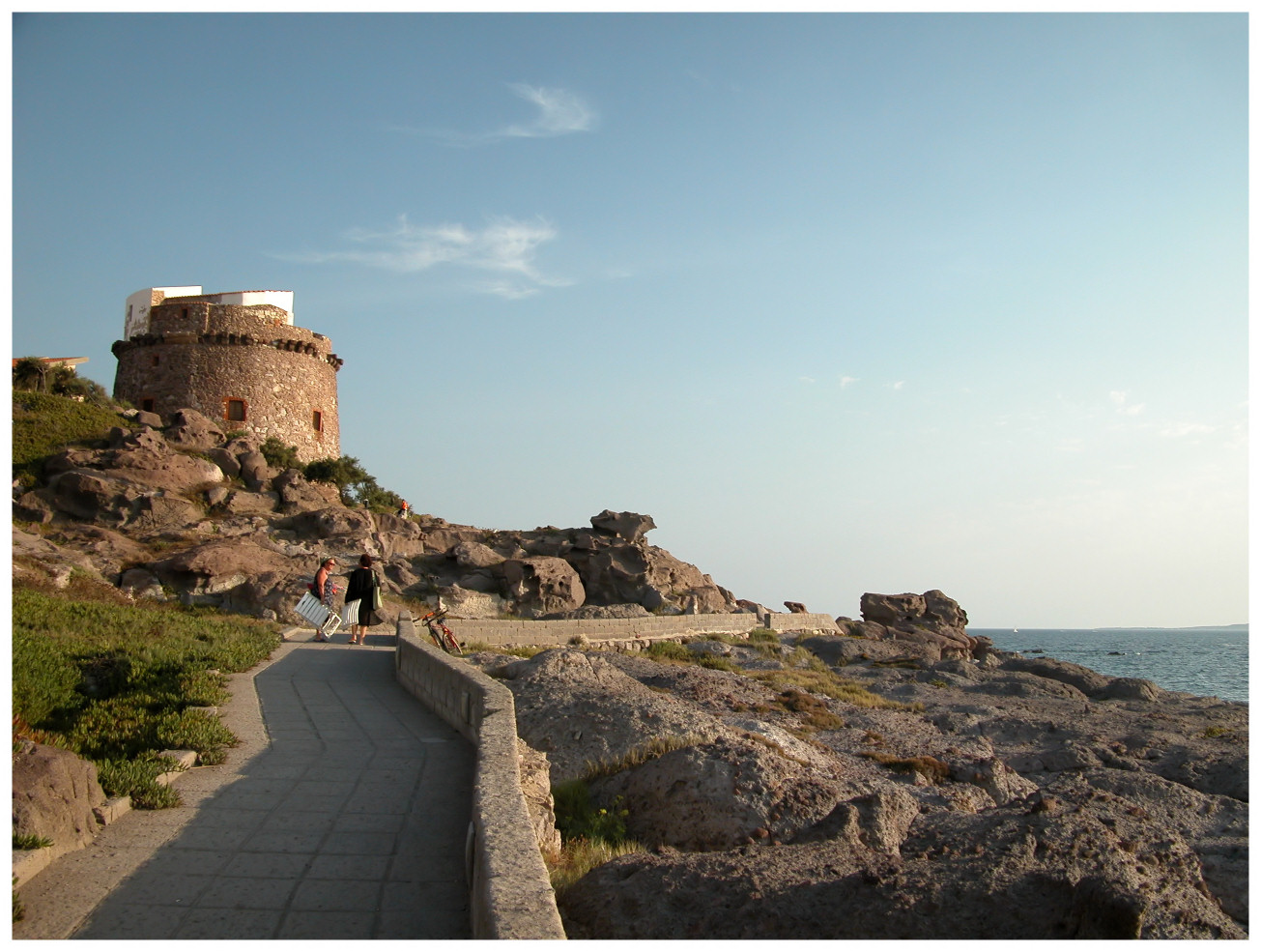
Tour espagnole.
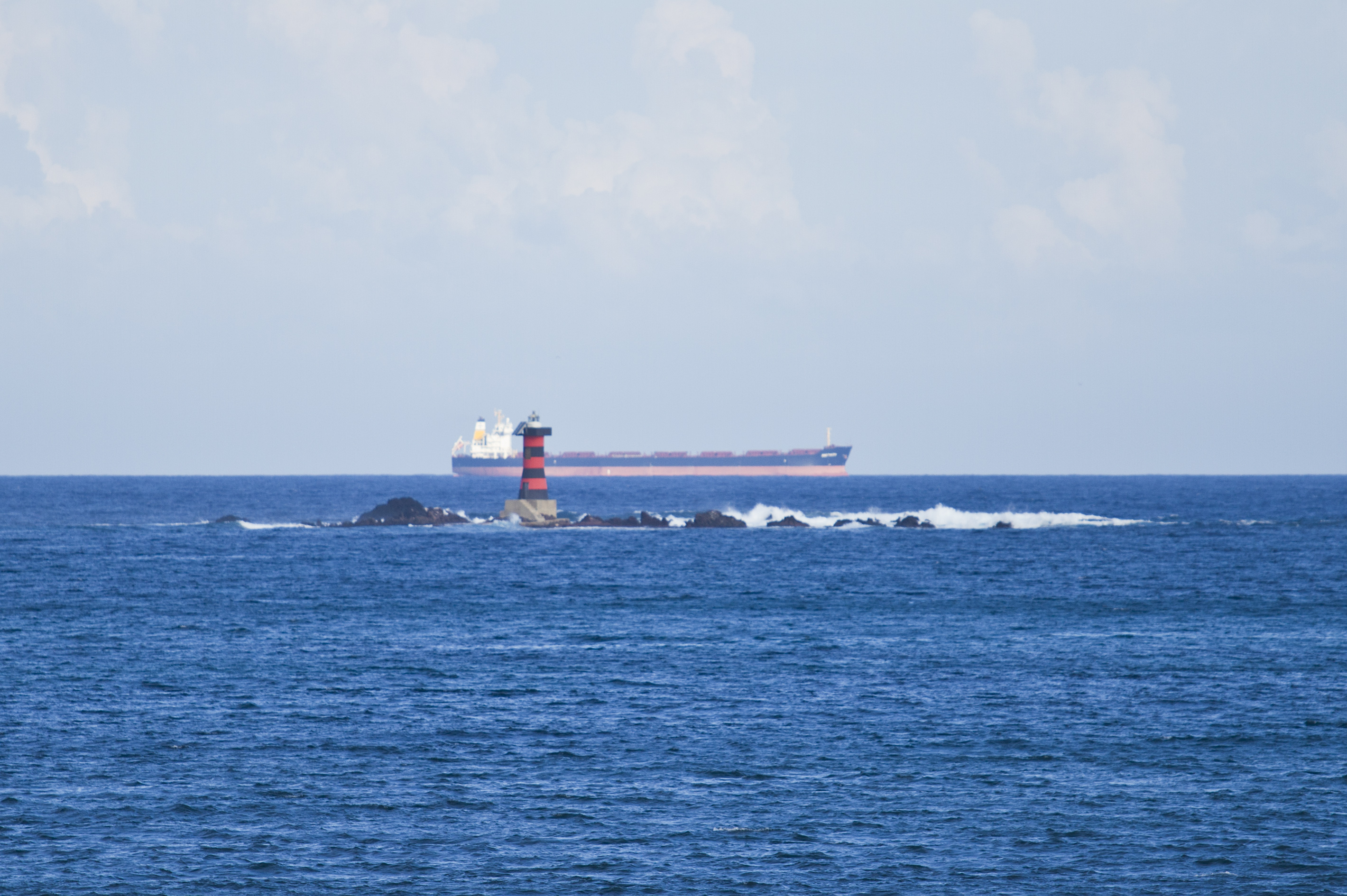
Le phare.